# ۴ دی
۴ دی دویست و هشتادمین روز سال در گاه‌شماری خورشیدی است. به پایان سال ۸۵ روز (۸۶ روز در سال کبیسه) باقی‌است.

## رویدادها
- ۱۳۳۱ - سقوط هواپیمای مسافربری دی‌سی-۳ شرکت هواپیمایی ایران
- ۱۳۹۷ - واژگونی اتوبوس دانشجویان واحد علوم تحقیقات دانشگاه آزاد تهران
- ۱۳۹۸ - حادثه ۴ دی ۱۳۹۸ فروند میگ-۲۹ آجا

## زادروزها
- ۲۳۷ - رودکی، شاعر
- ۱۳۰۰ - حسن ارژنگ‌نژاد، نقاش و مجسمه‌ساز
- ۱۳۰۶ - داریوش رفیعی، خواننده
- ۱۳۱۰ - احمد محمود، نویسنده
- ۱۳۲۷ - حمید آرش‌آزاد، شاعر و نویسنده
- ۱۳۳۲ - نادر طالب‌زاده، تهیه‌کننده، کارگردان و مجری
- ۱۳۵۱ - نیما فلاح، بازیگر
- ۱۳۸۴ - ابوالفضل امیرعطایی، از کشته‌شدگان خیزش ۱۴۰۱ ایران
- ۱۳۸۷-سپهر امیری، اولین هنرمند کرد
- ۱۲۹۶ - انور سادات ، دومین رئیس جمهور مصر ( روز دوست در تقویم آینده ایران )

## درگذشتگان
- ۶۵۲- مولانا جلال الدین محمد بلخی، شاعر
- ۱۳۳۱  - کریم ساعی، بنیان‌گذار جنگل‌داری در ایران
- ۱۳۸۱ - کنعان کیانی، بازیگر
- ۱۴۰۱ - سها اعتباری، از کشته‌شدگان خیزش ۱۴۰۱ ایران
- ۱۴۰۲ - سید رضی موسوی، از اعضای نیروی قدس سپاه پاسداران انقلاب اسلامی

## مناسبت‌ها
- روز کازرون